# جوزيه غوميز
جوزيه مانويل مارتينز تيكسييرا غوميش (بالبرتغالية: José Gomes)، هو مدرب كرة قدم برتغالي والمدرب الحالي لنادي الفتح السعودي.

## مسيرته الكروية
بدأ غوميش في مهنة التدريب في بداية العشرينيات من عمره. عمل كمساعد مدرب لـنادي باسوش دي فيريرا ونادي كوفيليا البرتغاليين.
منذ عام 1998، وحتى عام 2003 عمل كمدرب لياقة في نادي جل فيسنتي ونادي بنفيكا.
في عام 2008، عُيّن في نادي بورتو البرتغالي كمساعد لمدربه آنذاك جوسفالدو فيريرا إلى جانب ناديين آخرين هما نادي مالقا ونادي باناثينايكوس اليوناني .
في بدايات 2013، عُيّن كمدير فني في نادي فيديوتون المجري؛ خلفاً لـباولو سوزا.
لاحقاً، وفي عام 2014، وقع غوميش مع نادي التعاون السعودي وساهم في تحسن أداء الفريق بشكل كبير، حيث تمكن النادي من تحقيق المركز الرابع في الدوري السعودي والحصول على مقعدٍ آسيوي، وذلك لأول مرة في تاريخ النادي.
في منتصف 2016،وقع غوميش مع النادي الأهلي السعودي بعد أن فسخ عقده مع نادي التعاون ودياً، خلفاً لـكريستيان غروس الذي أوصى بالتعاقد معه، ويمتد العقد حتى عام 2019. الإ أنه أقيل بعد عدة جولات من الدوري بعد سلسلة من النتائج غير المرضية.
تولى بعد ذلك تدريب نادي بني ياس الإماراتي بعد رحيل بابلو روبيتو المدري الاروغوياني للفريق . إلا أن التعاقد لم يدم طويلاً وأُقيل من النادي الأخير ودياً.
في 2 فبراير 2024، وقع غوميش عقود تدريبه لنادي الزمالك، بصحبة طاقم فني يتألف من ثلاثة معاونين، بينهم معد بدني ومدرب حراس المرمى. سيحصل جوميز على راتب شهري يقدر بحوالي 70 ألف دولار.

## وصلات خارجية
- جوزيه غوميز على موقع قاعدة بيانات كرة القدم.إي يو (الإنجليزية)
- جوزيه غوميز على موقع Soccerway.com (الإنجليزية)
- جوزيه غوميز على موقع عالم كرة القدم.نت (الإنجليزية)